# 가미오카정 (아키타현)
가미오카정(神岡町) 아키타현 중앙부에 위치했던 정이다. 2005년 주변의 정촌을 합병하여 다이센시가 되어 소멸했다.

## 개요
수운을 이용한 제재업등도 발달한 것 외 습지대가 넓으며 논에 의한 벼농사도 발달했다.

## 역사
- 1955년 3월 31일 - 센보쿠군 진구지정과 기타나라오카촌을 합병해 탄생했다.
- 2005년 3월 22일 - 오마가리시 가미오카정, 센보쿠군 니시센보쿠정, 나카센정, 교와정, 난가이촌, 센보쿠정, 오타정을 합병하여 다이센시가 되어 소멸했다.

## 교통

### 철도
- 동일본여객철도
  - 오우 본선 - 진구지역

### 도로
- 일반국도
  - 국도 13호